# 동국대학교 사범대학 부속 금산중학교
동국대학교 사범대학 부속 금산중학교(東國大學校 師範大學 附屬 金山中學校)는 대한민국 전북특별자치도 김제시 금산면 쌍용리에 있는 사립 중학교이다.

## 학교 연혁
- 1947년 7월 1일 : 대한불교 조계종 금산사 경내 금산중학원 설립인가(6학급)
- 1947년 10월 30일 : 금산중학원 개원, 원장 김상수 선생 취임
- 1949년 6월 15일 : 전북 김제시 금산면 모악로 47로 교사 이전(현재)
- 1950년 6월 1일 : 금산중학교로 교명 변경
- 1967년 6월 9일 : 학교법인 동국학원으로 합병
- 2005년 6월 15일 : 교명 변경 동국대학교사범대학부속금산중학교
- 2013년 3월 29일 : 축구부 창단 (전북현대모터스FC U-15)
- 2014년 3월 2일 : 전라북도교육청 지정 혁신학교 운영
- 2018년 3월 1일 : 씨름부 창단
- 2018년 4월 30일 : 학교 역사관 개관(태공도서관 2층)
- 2023년 3월 1일 : 학교법인 동국대학교 제42대 이사장 운곡 돈관(雲谷 頓觀) 큰스님 취임
- 2024년 2월 1일 : 제75회 졸업생 38명(총 졸업생 수 10,924명)
- 2024년 3월 1일 : 제22대 교장 임완진 취임

## 참고 자료
- 동국대학교 사범대학 부속 금산중학교 - 한국교육학술정보원 학교알리미